# Daijiro Kato
Daijiro Kato 加藤 大治郎, Katō Daijirō (Saitama, 4 de julho de 1976 – Suzuka, 20 de abril de 2003) foi um motociclista japonês. Conhecido por suas temporadas na MotoGP, faleceu devido a um acidente no Circuito de Suzuka.

## Biografia

### Primórdios
Kato nasceu no dia 4 de julho de 1976, em Saitama, e começou a correr com mini-motos aos três anos de idade. Entre 1988 e 1991, conquistou quatro títulos nacionais nessa modalidade. Passou para as motos “de verdade” em 1992 e em 1996 estreou no Mundial de 250 cm³ com um 3º lugar no GP do Japão. 

### Moto GP
Disputou sua primeira temporada completa no Mundial em 2000, ainda na categoria 250 cm³, com uma Honda da equipe do ex-campeão mundial Fausto Gresini. Conquistou quatro vitórias (nos GPs do Japão, Portugal, Brasil e Pacífico) e terminou o ano em 3º lugar, disputando o título com os pilotos da Yamaha, Olivier Jacque e Shinya Nakano. Venceu ainda a mais importante corrida de endurance do mundo: as 8 Horas de Suzuka, em dupla com Tohru Ukawa. Seu grande ano seria em 2001, vencendo nada menos que 11 GPs e conquistou o título da 250 cm³. No ano seguinte (2002), sempre acompanhando a equipe de Fausto Gresini, ascendeu para a MotoGP. 
Correu a maior parte do ano com a Honda NSR500 (motor 2 tempos), o que limitou suas chances mas não impediu-o de conquistar um 2º lugar no GP da Espanha. Junto com o experiente brasileiro Alex Barros, foi o melhor piloto com motos de 2 tempos na temporada. Nas últimas corridas do ano, recebeu uma Honda RC211V (4 tempos) e conseguiu uma pole position em Motegi, no GP do Pacífico. Mas não passou o ano em branco: venceu pela segunda vez a 8 Horas de Suzuka, pilotando uma Honda VTR1000SPW em dupla com o estadunidense Colin Edwards. Em 2003, permaneceu na equipe Gresini e era um dos favoritos ao título. 

### Acidente
No GP do Japão, fez o 11º tempo no grid: como os outros pilotos, largou com o tempo obtido na sexta-feira, em virtude da chuva de sábado. Na corrida, completou a primeira volta em 7º lugar e ganhou mais uma posição na seguinte. Antes de completar a terceira volta, sofreu o acidente que acabou por tirar-lhe a vida. Com graves ferimentos na cabeça, no tórax e na coluna vertebral, Kato tinha apenas 15% de chances de sobrevivência. Passou 13 dias em coma no hospital, até morrer em 20 de abril, devido a uma parada cardíaca. Até o restante da temporada, sua vaga foi ocupada pelo compatriota Ryuichi Kiyonari.

## Honrarias
O número 74, que Kato utilizou durante sua carreira, foi aposentado pela Federação Internacional de Motociclismo em setembro de 2003. Em consequência do acidente fatal, Suzuka deixou de receber o GP do Japão, sendo substituído por Motegi a partir de 2004 até hoje.